# Liubov Nikitina
Liubov Igorevna Nikitina (russe : Любовь Игоревна Никитина), née le 21 janvier 1999, est une skieuse acrobatique russe. 

## Carrière
Le 6 février 2019, elle remporte la médaille d'argent en saut lors des championnats du monde.

### Championnats du monde
| Épreuve / Édition           | Saut acrobatique | Saut acrobatique en équipe |
| Mondiaux 2015 Kreischberg   | 7e               | -                          |
| Mondiaux 2017 Sierra Nevada | 12e              | -                          |
| Mondiaux 2019 Park City     | Argent           | Bronze                     |
| Mondiaux 2021 Almaty        | Bronze           | Or                         |